# Chituru Ali
Chituru Ali (pronunciato [ˈtʃiːtru ˈaːli]; Como, 6 aprile 1999) è un velocista italiano, medaglia d'argento nei 100 metri piani agli Europei di Roma 2024.

## Biografia
Nato in Italia da madre nigeriana e padre ghanese, è cresciuto ad Albate, quartiere a sud di Como, affidato alla famiglia Mottin. Da piccolo ha giocato a calcio, finché ha iniziato ad avere infortuni con l’aumento di statura.
Inizia la carriera come ostacolista, sui 110 m ostacoli e sui 60 m ostacoli: nei 110 m hs vince anche una medaglia d'argento ai campionati italiani assoluti nel 2019 (mentre nei 60 m hs ne conquista una nel 2020 ai campionati italiani assoluti indoor), anno nel quale partecipa anche ai campionati europei under 23 nella medesima disciplina, venendo eliminato in semifinale. A partire dall'estate del 2020 inizia a gareggiare con regolarità anche sui 100 metri piani, ed a partire dal 2021 abbandona gli ostacoli dedicandosi esclusivamente alla velocità (60 metri per le gare indoor, 100 m e 200 m nelle gare outdoor); in questo stesso anno partecipa nei 60 metri ai campionati europei indoor, nei quali viene eliminato in semifinale.
Il tempo di 10"15 che ha fatto registrare il 18 giugno 2022 a Madrid era, nel momento in cui l'ha stabilito, la nona miglior prestazione italiana di tutti i tempi sui 100 metri piani (in precedenza aveva anche corso un 10"12 a Savona, non omologabile per il troppo vento a favore). Ali il 24 aprile 2022 ha inoltre corso gli 80 m piani con un tempo di 8"43, stabilendo la miglior prestazione italiana di sempre su tale distanza (non si tratta di un record nazionale in quanto tale distanza non è certificata da World Athletics per le categorie assolute).
Nel 2022, a 23 anni, raggiunge la finale dei 100 metri ai campionati europei disputati a Monaco di Baviera, dove si classifica all'8º posto.
Nel 2024, ai campionati europei disputati a Roma, conquista la medaglia d'argento sui 100 metri piani, arrivando alle spalle solamente del connazionale Marcell Jacobs e siglando, con il crono di 10"05, il suo nuovo record personale.
Il 18 giugno 2024, in occasione del meeting di Turku, Ali ferma il cronometro dei 100 metri a 9"96, arrivando secondo dopo Marcell Jacobs e diventando così il secondo miglior italiano di sempre, dopo Jacobs stesso,  il 122º atleta nella liste mondiali di tutti i tempi.

## Progressione

### 60 metri piani indoor
| Stagione | Tempo | Luogo        | Data      | Rank. Mond. |
| -------- | ----- | ------------ | --------- | ----------- |
| 2023/24  | 6"53  | Glasgow      | 1-3-2024  | 17º         |
| 2022/23  | 6"70  | Val-de-Reuil | 4-2-2023  | 237º        |
| 2021/22  | 6"61  | Ancona       | 23-1-2022 | 59º         |
| 2020/21  | 6"68  | Toruń        | 6-3-2021  | 107º        |

### 100 metri piani
| Stagione | Tempo | Luogo  | Data      | Rank. Mond. |
| -------- | ----- | ------ | --------- | ----------- |
| 2024     | 9"96  | Turku  | 18-6-2024 | 22º         |
| 2022     | 10"12 | Monaco | 16-8-2022 | 99º         |
| 2021     | 10"40 | Roma   | 16-4-2021 | 552º        |
| 2020     | 10"41 | Rieti  | 4-7-2020  | 214º        |

## Palmarès
| Anno | Manifestazione  | Sede    | Evento      | Risultato  | Prestazione | Note                                     |
| ---- | --------------- | ------- | ----------- | ---------- | ----------- | ---------------------------------------- |
| 2019 | Europei U23     | Gävle   | 110 m hs    | Semifinale | 13"95       |                                          |
| 2021 | Europei indoor  | Toruń   | 60 m piani  | Semifinale | 6"68        | Miglior prestazione personale            |
| 2022 | Mondiali        | Eugene  | 100 m piani | Batteria   | 10"40       |                                          |
| 2022 | Mondiali        | Eugene  | 4×100 m     | Batteria   | 38"74       | Miglior prestazione personale stagionale |
| 2022 | Europei         | Monaco  | 100 m piani | 8º         | 10"28       | [ 4 ]                                    |
| 2022 | Europei         | Monaco  | 4×100 m     | Batteria   | 39"02       |                                          |
| 2024 | Mondiali indoor | Glasgow | 60 m piani  | 8º         | 8"00        | [ 5 ]                                    |
| 2024 | Europei         | Roma    | 100 m piani | Argento    | 10"05       | Miglior prestazione personale            |
| 2024 | Giochi olimpici | Parigi  | 100 m piani | Semifinale | 10"14       |                                          |

## Campionati nazionali
2017
- 5º ai campionati italiani juniores, 110 m hs - 14"79

2018
- 5º ai campionati italiani juniores indoor, 60 m hs - 8"03
- Bronzo ai campionati italiani juniores, 110 m hs - 13"99

2019
- Bronzo ai campionati italiani promesse indoor, 60 m hs - 8"06
- 7º ai campionati campionati italiani assoluti indoor, 60 m hs - 8"28
- Oro ai campionati italiani promesse, 110 m hs - 13"79
- Argento ai campionati italiani assoluti, 110 m hs - 14"01

2020
- Argento ai campionati italiani promesse indoor, 60 m hs - 7"82
- Argento ai campionati italiani assoluti indoor, 60 m hs - 7"90

2021
- Argento ai campionati italiani promesse indoor, 60 m piani - 6"78
- Argento ai campionati italiani assoluti indoor, 60 m piani - 6"69

2022
- Argento ai campionati italiani assoluti, 100 m piani - 10"16

2024
- Oro ai campionati italiani assoluti indoor, 60 m piani - 6"57

## Altre competizioni internazionali
2022
- 6º al Golden Gala Pietro Mennea ( Roma), 100 m piani - 10"25

2024
- Bronzo al Bauhaus-Galan ( Stoccolma), 100 m piani - 10"19